# Aha-Konzept
Das „AHA!“-Konzept ist ein Konzept der Öffentlichkeitsarbeit, mit dem die Berliner Polizei Ausschreitungen bei Großveranstaltungen, insbesondere den alljährlichen Maikrawallen, entgegenwirken will.
Die Abkürzung „AHA!“ steht für Aufmerksamkeit, Hilfe und Appell. Es handelt sich dabei vermutlich um ein Backronym.
Ziel des ganzjährig angelegten „AHA!“-Konzeptes ist die offensive Aufklärung von Bevölkerung, Medien und Politik über die Polizeiarbeit vor, während und nach den Einsätzen, um ein transparentes und offenes Bild der polizeilichen Maßnahmen zu zeichnen. Ferner wird bürgerschaftliches Engagement zur Gewaltprävention gefördert und begleitet, etwa das Myfest oder andere kulturelle und sportliche Veranstaltungen am 1. Mai, die potentiellen Gewalttätern alternative Aktivitäten bieten sollen. Zu diesem Zweck arbeitet die Polizei aktiv mit entsprechenden Initiativen zusammen.
Eine wichtige Komponente des „AHA!“-Konzeptes sind die Anti-Konflikt-Teams, die bei den Veranstaltungen zum Einsatz kommen und drohenden Konflikten vorbeugen sollen.
Das „AHA!“-Konzept wurde erstmals 1999 realisiert und wird von der Berliner Polizei als erfolgreich bezeichnet.